# Беверінський край
Беве́рінський кра́й (латис. Beverīnas novads) — адміністративно-територіальна одиниця Латвійської Республіки. Розташований у північній частині країни, в історичному регіоні Ліфляндія. Адміністративний центр — Мурмуйжа. Створений 2009 року. Площа — 301,8 км². Населення — 3260 осіб (2011). До складу краю входять 3 волості.

## Населення
Національний склад краю за результатами перепису населення Латвії 2011 року.
| Національність | К-сть | % |
| -------------- | ----- | - |